# Усть-Чорна (заказник)
Усть-Чо́рна — іхтіологічний заказник місцевого значення в Україні. Розташований у межах Тячівського району Закарпатської області, між селом Красна і смт Усть-Чорна. 
Довжина 13 км. Статус надано згідно з рішенням Закарпатського облвиконкому від 07.03.1990 року, № 55. Перебуває у віданні ДП «Мокрянське ЛМГ» (Усть-Чорнянське лісництво, кв. 9; Тиховецьке лісництво, кв. 12). 
Створено з метою збереження частини акваторії річки Тересви (від гирла річки Брустурянки до гирла потоку Плайський) як місця, де водяться або заходять на нерест рідкісні види риб: лосось дунайський, харіус європейський, форель струмкова та інші.